# العلاقات الجيبوتية السيشلية
العلاقات الجيبوتية السيشلية هي العلاقات الثنائية التي تجمع بين جيبوتي وسيشل.

## مقارنة بين البلدين
هذه مقارنة عامة ومرجعية للدولتين:
| وجه المقارنة                                              | جيبوتي                    | سيشل                                                |
| --------------------------------------------------------- | ------------------------- | --------------------------------------------------- |
| المساحة (كم2)                                             | 23.20 ألف                 | 459                                                 |
| عدد السكان (نسمة)                                         | 956.99 ألف                | 95.84 ألف                                           |
| الكثافة السكانية (ن./كم²)                                 | 41.25                     | 20.88 ألف                                           |
| العاصمة                                                   | جيبوتي                    | فيكتوريا                                            |
| اللغة الرسمية                                             | لغة فرنسية، اللغة العربية | لغة فرنسية، لغة إنجليزية، اللغة الكريولية السيشيلية |
| العملة                                                    | فرنك جيبوتي               | روبية سيشلية                                        |
| الناتج المحلي الإجمالي (بليون دولار)                      | 1.84 مليار                | 1.49 مليار                                          |
| الناتج المحلي الإجمالي (تعادل القوة الشرائية) بليون دولار | 3.10 مليار                | 2.54 مليار                                          |
| الناتج المحلي الإجمالي الاسمي للفرد دولار أمريكي          | 1.95 ألف                  | 15.48 ألف                                           |
| الناتج المحلي الإجمالي للفرد دولار أمريكي                 | 3.27 ألف                  | 26.42 ألف                                           |
| مؤشر التنمية البشرية                                      | 0.470                     | 0.772                                               |
| رمز المكالمات الدولي                                      | +253                      | +248                                                |
| رمز الإنترنت                                              | .dj                       | .sc                                                 |
| المنطقة الزمنية                                           | ت ع م+03:00               | ت ع م+04:00                                         |

## مدن متوأمة
في ما يلي قائمة باتفاقيات التوأمة بين مدن جيبوتية وسيشلية:
- ترتبط جيبوتي مع فيكتوريا باتفاقية توأمة.

## منظمات دولية مشتركة
يشترك البلدان في عضوية مجموعة من المنظمات الدولية، منها:
| علم المنظمة | اسم المنظمة                                 | تاريخ انضمام جيبوتي | تاريخ انضمام سيشل |
| ----------- | ------------------------------------------- | ------------------- | ----------------- |
|             | يونسكو                                      | 31 أغسطس 1989       | 18 أكتوبر 1976    |
|             | وكالة ضمان الاستثمار متعدد الأطراف          | 12 يناير 2007       | 15 سبتمبر 1992    |
|             | الأمم المتحدة                               | 20 سبتمبر 1977      | 21 سبتمبر 1976    |
|             | مجموعة دول أفريقيا والكاريبي والمحيط الهادئ | ?                   | ?                 |
|             | الاتحاد البريدي العالمي                     | ?                   | ?                 |
|             | البنك الدولي للإنشاء والتعمير               | 1 أكتوبر 1980       | 29 سبتمبر 1980    |
|             | الاتحاد الدولي للاتصالات                    | 22 نوفمبر 1977      | 17 سبتمبر 1999    |
|             | منظمة حظر الأسلحة الكيميائية                | ?                   | 29 أبريل 1997     |
|             | مؤسسة التمويل الدولية                       | 1 أكتوبر 1980       | 11 يونيو 1981     |
|             | منظمة الشرطة الجنائية الدولية               | ?                   | 1 سبتمبر 1977     |
|             | الاتحاد الأفريقي                            | ?                   | ?                 |
|             | البنك الإفريقي للتنمية                      | ?                   | ?                 |

## وصلات خارجية
- موقع وزارة الخارجية السيشلية